# Xavantes
Xavantes son una etnia amerindia que habita una región de Brasil, en su lengua, la tierra Marãiwatséde, en el Mato Grosso. Se autodenominan A'uwē Uptabí, que quiere decir 'gente verdadera'. Su población actual es de más de 22 mil personas, la mayor parte de las cuales siguen hablando el idioma xavante, de la familia Ye. 

## Historia
Antiguamente, el territorio xavante estaba en Goiás, pero presionados por la colonización provocada por el descubrimiento de oro en la región en el siglo XVII, los Xavante decidieron atravesar el río Araguaia, quedando una parte del pueblo en la margen este, los ahora conocidos como Xerentes.  Durante años, segmentos de la etnia Xavante migraron sucesivamente por la región de los ríos Araguaia, Cristalino y das Mortes y se refugiaron en el oriente de Mato Grosso, hasta la actualidad. Viven en 12 tierras indígenas, ocho de ellas homologadas y una identificada administrativamente.

## Aspectos culturales
Cultivan maíz y también frijol, calabazas y ahuyama. Su subsistencia también depende de la cacería, pesca recolección de productos silvestres. Practican el rito iniciático masculino del horadamiento de orejas. Practican deportes como la lucha y las carreras de postas con pedazos pesados de madera sobre la cabeza, después de las culpe danzan el Da-ño're.
Cada persona forma parte de una de dos clases matrimoniales, llamadas poriza'õno y öwawe y cada individuo se casa con alguien del otro grupo, o "mitad". La boda se celebra con un banquete, después de la pareja haber convivido y demostrado ser estable.